# Petra Červenková
Petra Červenková, née Nosková le 31 octobre 1967 à Nové Město na Moravě, est une biathlète tchèque. 

## Carrière
Elle commence sa carrière sous les couleurs tchécoslovaques, faisant ses débuts aux Championnats du monde 1988, où elle est 17e du sprint. En 1990, elle obtient son meilleur résultat dans la Coupe du monde avec une huitième place à l'individuel de Walchsee. Un an plus tard, à Oberhof, elle enregistre son deuxième top dix individuel (9e) et son premier podium en relais (3e).
En 1995, elle dispute son ultime championnat du monde, s'y classant notamment quatrième de la course par équipes.

## Palmarès

### Jeux olympiques d'hiver
| Épreuve / Édition   | Individuel | Sprint | Relais |
| ------------------- | ---------- | ------ | ------ |
| JO 1992 Albertville | 60e        | -      | -      |

Légende :
- — : pas de participation à l'épreuve.

### Championnats du monde
| Épreuve / Édition                        | individuel | Sprint | Poursuite                        | Départ en masse                  | Relais | Course par équipes |
| Mondiaux 1988 Chamonix                   | 30e        | 17e    | Épreuve inexistante à cette date | Épreuve inexistante à cette date | 7e     | —                  |
| Mondiaux 1990 Oslo, Minsk et Kontiolahti | 24e        | 37e    | Épreuve inexistante à cette date | Épreuve inexistante à cette date | 7e     | 5e                 |
| Mondiaux 1991 Feistritz                  | 24e        | 18e    | Épreuve inexistante à cette date | Épreuve inexistante à cette date | 5e     | 6e                 |
| Mondiaux 1993 Borovets                   | -          | -      | Épreuve inexistante à cette date | Épreuve inexistante à cette date | -      | 12e                |
| Mondiaux 1995 Antholz Anterselva         | 27e        | 37e    | Épreuve inexistante à cette date | Épreuve inexistante à cette date | 12e    | 4e                 |

### Coupe du monde
- Meilleur résultat individuel : 8e.
- 4 podiums en relais : 1 deuxième place et 3 troisièmes places.
- 1 podium par équipes : 1 troisième place.